# Leopoldo Laborde
Leopoldo Laborde Vasconcelos (Ciudad de México; 6 de noviembre de 1970) es un director de cine, guionista y productor de cine independiente de México. 
Inició su vida dentro del cine al trabajar como ayudante desde 1984. En 1988 inicia su ópera prima en video casero, El gato (1988-1992), misma que termina cuatro años después. Realiza otros cuatro largometrajes, todos ellos con una cámara de video casera pero en donde experimenta la narrativa y estética visual cinematográfica, siendo el más importante Utopía 7 (1995). A partir de 1997 se inicia industrialmente de lleno realizando cine en 35 mm., siendo su primer filme Angeluz, estrenado en la Muestra de Guadalajara en 1998. No obstante las críticas y a su regreso a la Ciudad de México, escribe y realiza sus siguientes filmes, Sin destino (1999-2002), protagonizada por Roberto Cobo y Un secreto de Esperanza (2002) protagonizada por Katy Jurado, significando éstos los últimos largometrajes de ambos. Jorge Ayala Blanco se refiere a Sin destino como «una obra clave del realismo en crudo»; de igual modo señala a Utopía 7 como «una cinta de anticipación que se ha anticipado inclusive a los clásicos del género (...) Una joyita deliciosa». Alterna asimismo otras obras en formato de video digital, tales como Cuerpo prestado (2000), La repetición (2003) y Los tréboles no pueden soñar (2004). En 2005 estrena Un secreto de Esperanza con buena aceptación de público y crítica, mientras trabaja en la posproducción de Enemigo (2005), largometraje erótico con actores noveles y también en la preproducción de dos proyectos más.

## Filmografía

### Dirección
- Hasta Encontrarte (2011)
- Cuatro Paredes (2010)
- Enemigo (2005) (posproducción)
- Un secreto de Esperanza (2002)
- Sin destino (1999-2002)
- Angeluz (1998)
- Utopía 7 (1995)
- Juego de niños (1995)
- Identidad (En producción)
- Fue el estado (Película censurada)